# Братська могила в Мізочі
Братська могила в Мізочі — братська могила в смт Мізоч військових Червоної армії, які загинули в сутичках з УПА. Братська могила воїнів Червоної Армії періоду Другої світової війни, встановлена у 1944 р. з бетону, цегли, мармуру. Скульптор — В. Г. Сапіга. У держреєстрі нерухомих пам'яток України занесена під № 102 від 17.02.1970 р.

## Передісторія
Встановлена у 1965 році. Переважно поховані — це ті, хто загинули у сутичках з УПА.

### Пам'ятник

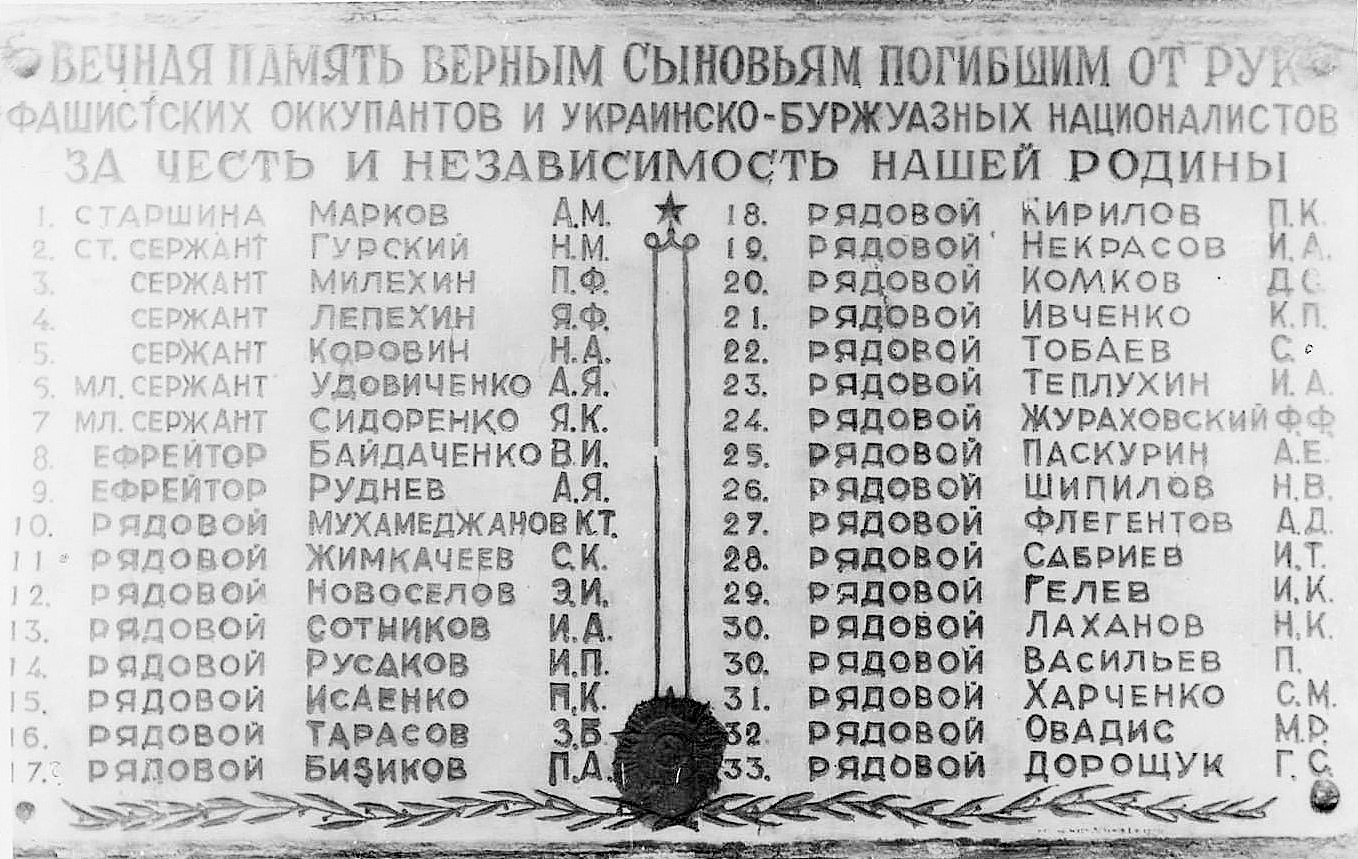
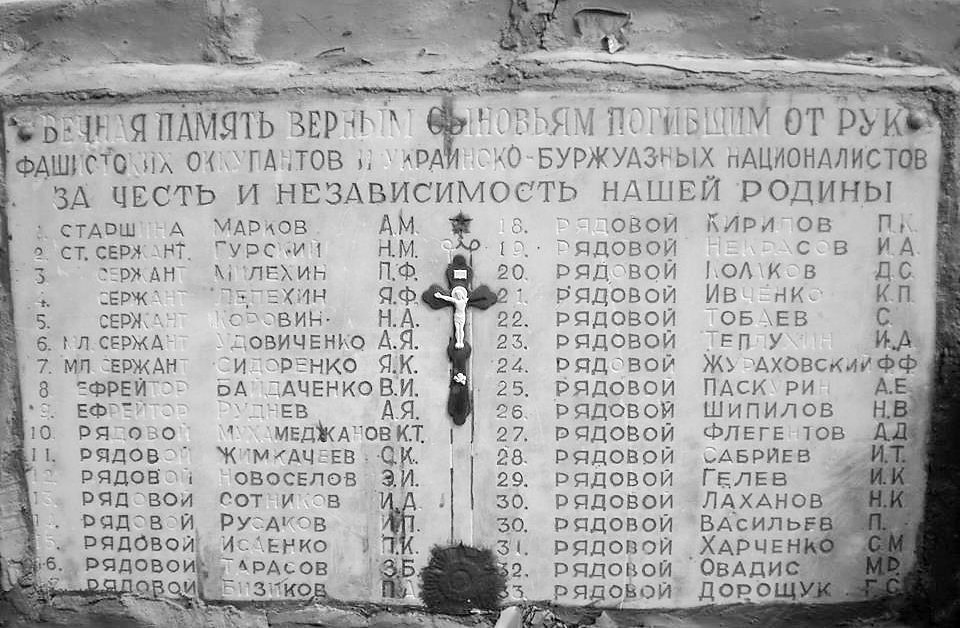
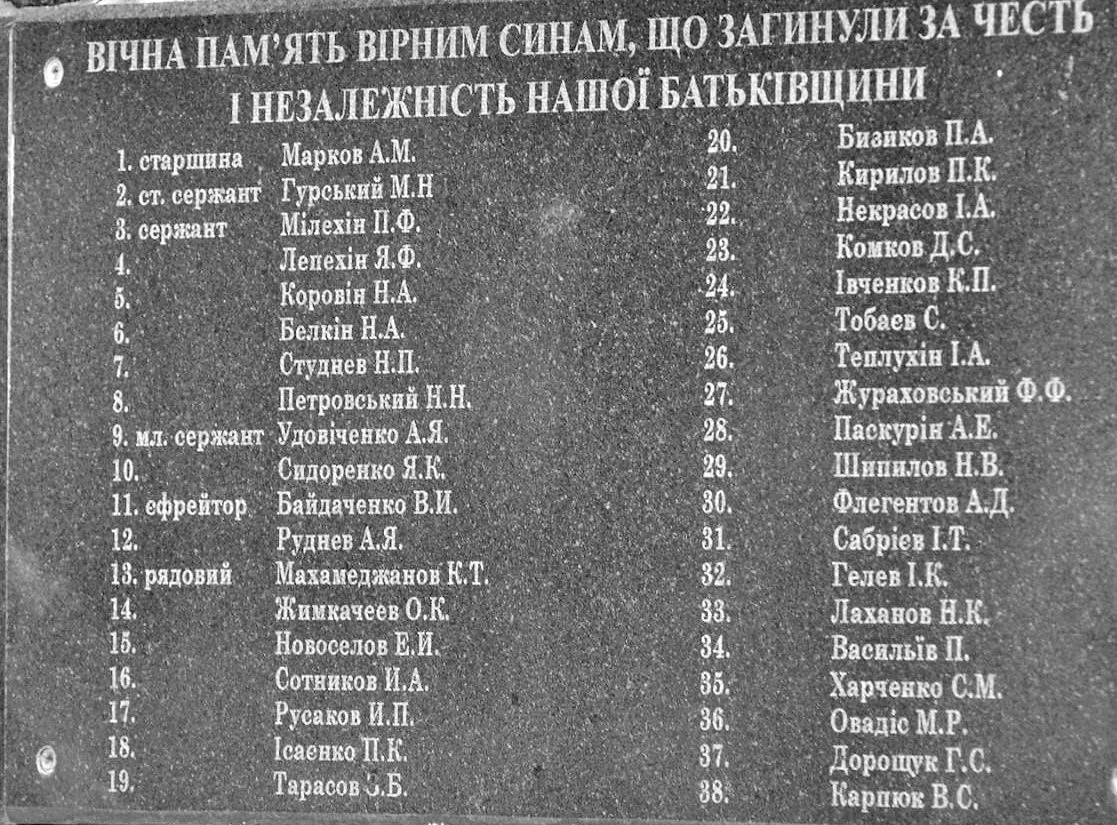

25 жовтня 2016 року відбулося чергове засідання консультативної ради з питань охорони культурної спадщини управління культури і туризму Рівненської облдержадміністрації. Одне з питань, яке було розглянуте на засіданні, стосувалося заміни тексту напису на пам'ятці історії місцевого значення «Братська могила воїнів радянської армії» в смт Мізоч Здолбунівського району. Консультативна рада погодила такий варіант тексту напису на пам'ятці історії місцевого значення: «Поховання співробітників НКВС і НКДБ СРСР, які загинули в період з квітня 1944 до початку 1950-х рр. у боротьбі з УПА і ОУН». Мізоцька селищна рада, відповідно до свого рішення від 22 липня 2016 року № 121, затвердила погоджений варіант тексту на черговій сесії та привела у відповідність з ним напис на меморіальній дошці, що є частиною пам'ятки.